# Maggie Cheung
Maggie Cheung (Hong Kong, 20 de setembro de 1964) é uma atriz chinesa.

## Biografia
Com 8 anos, Maggie e sua família foram para Kent, Inglaterra, onde ela passou a maior parte de sua juventude até voltar para Hong Kong com 17 anos. Contudo, com 18 anos, ela ganhou o primeiro lugar no concurso de Miss Hong Kong, o que a introduziu no mundo do "showbiz", chamando a atenção de vários produtores.
Escolhida como a atriz principal para um grande papel como namorada de Ka-Kui (Jackie Chan) em "Police Story - A Guerra das Drogas" (Police Story), ela logo mostrou sua aptidão para atuar, ganhando vários outros papéis e prêmios até hoje.
Em 2004, ela recebeu o prêmio de Melhor Atriz no Festival de Cannes por seu trabalho em Clean.